# Willem Timmerman

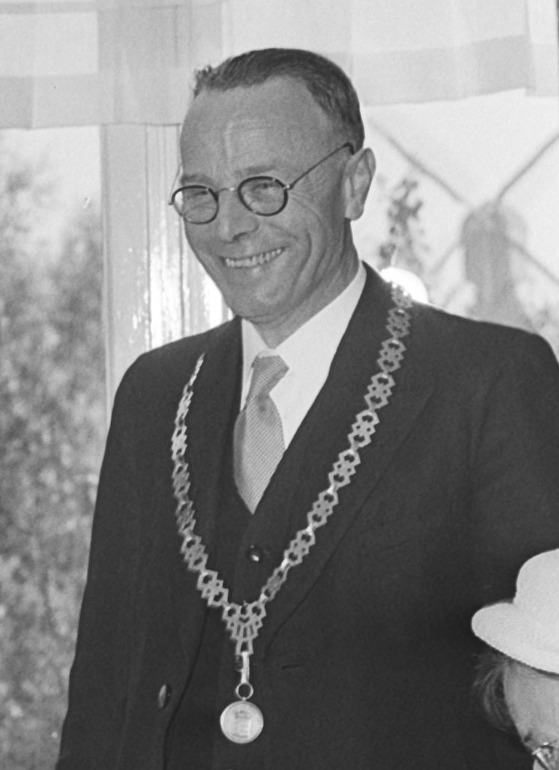
Willem Timmerman in 1954

Willem Timmerman (Kortenhoef, 17 februari 1897 – 20 augustus 1956) was een Nederlands politicus van de ARP.
Hij werd geboren als zoon van Pieter Timmerman (1866-1951) en Hendrica Dolman (1858-1935). Hij was tijdens de Tweede Wereldoorlog actief in het verzet. Timmerman was hoofd van de Chr. School in Berkenwoude voor hij in november 1946 de burgemeester werd van Zuid-Beijerland. In 1954 volgde zijn benoeming tot burgemeester van de gemeenten Meerkerk, Leerbroek en Nieuwland.
Tijdens dat burgemeesterschap overleed hij, na een langdurige ziekte, in 1956 op 59-jarige leeftijd.